# Henry E. Stubbs
Henry Elbert Stubbs (ur. 4 marca 1881 w Nampa w hrabstwie Coleman, zm. 28 lutego 1937 w Waszyngtonie) – amerykański duchowny, polityk, członek Partii Demokratycznej.

## Edukacja
Urodził się w miejscowości Nampa w hrabstwie Coleman w stanie Teksas i uczęszczał do szkół w Groesbeck, a następnie studiował w Phillips University w Enid w stanie Oklahoma.

## Działalność duszpasterska
W 1911 został ministrem w Kościele chrześcijańskim i do 1914 był pastorem we Frederick. Następnie do 1917 był pastorem w Kingfisher, a od 1918 do 1921 ponownie we Frederick. W 1921 przeniósł się ze stanu Oklahoma do stanu Kalifornia i do 1923 był proboszczem w Tulare, a następnie w Santa Maria, pozostając proboszcze do czasu wyboru do Kongresu.

## Działalność polityczna
W okresie od 4 marca 1933 do śmierci 28 lutego 1937 przez dwie kadencje i 56 dni był przedstawicielem 10. okręgu wyborczego w stanie Kalifornia w Izbie Reprezentantów Stanów Zjednoczonych.

## Rodzina
Jego małżonką od 1905 była Ruby Belle Hall (1883-1952). Oboje spoczywają na cmentarzu w Santa Maria.